# 恩诺皮德斯
	希俄斯的恩诺皮德斯（希臘語：Οἰνοπίδης ὁ Χῖος），古希腊天文学、几何学家，前5世纪人，前500年后生于希俄斯，但大部分时间在雅典度过。

## 天文学
恩诺皮德斯在天文学上的主要成就在于他计算黄赤交角（天赤道与黄道两平面之间夹角，即地球轉軸傾角）约为24°。他的结果在其后的两个世纪内一直是黄赤交角的标准，直到后来埃拉托斯特尼测量计算得到更精确的结果。
恩诺皮德斯还计算了“大年”的值。一个“大年”是同时等于一年和一个朔望月的整数倍的最小周期。每个“大年”是太阳和月球的相对位置变化的重复週期，借此可以预测日食或月食。然而由于年和月之比并不能写成简单的分数形式，且月球轨道始终在变化，因而这种“大年”的计算这只能是近似。
根据恩诺皮德斯的计算，一个“大年”为 59 年，合 730 月。这个近似并不完美，如果不计月球轨道变化的影响，则 59 个恒星年合 21500.1 日，730 朔望月合 21557.3 日，两者相差 7 日。以 59 年作为“大年”有一个优势在于这一週期同时也接近其他行星绕太阳运行週期的整数倍，因而期相对位置的变化也大约符合同一週期。在恩诺皮德斯以前，计算所使用的“大年”为 8 年（99 个月）。在恩诺皮德斯以后，默冬与优克泰蒙在前432年以 18 年合 223 个月作为週期（即沙羅週期）是更好的一个近似。

## 几何学
相比其在天文学实践与应用上的贡献，恩诺皮德斯作为几何学家则更侧重于理论与方法。他试图使几何学符合成为更完美和纯粹的理论。他提出“定理”与“问题”的区分：尽管两者都是练习的解答，但用“定理”可以建立起理论，而“问题”只是孤立的练习而没有更重要的价值。
恩诺皮德斯是最早提出“尺规作图”原则的人，他认为平面几何的对象只能通过两种方法建立起来：其一，通过给定一点作给定直线的垂线；其二，以给定直线上一点为顶点作一角大小等于一给定角。

## 其他观点
其他被认为是恩诺皮德斯的观点：
- 他有一种对尼罗河每年夏天泛滥原因的解释。根据对深水井水温的观察，他错误地认为地下水在夏天比在冬天更凉。在冬天，当雨水降落到地上，通过蒸發带走土地的热量，而在夏天地里的水更凉，因而蒸发更少，多余的水分导致了尼罗河的泛滥。
- 恩诺皮德斯认为太阳曾沿着银河运行，然而因为它看见神话人物阿特柔斯让他的兄弟梯厄斯忒斯（英语：Thyestes）吃下自己的儿子时，太阳出于惊恐离开了轨道而在黄道运行。传统认为这种说法来自恩诺皮德斯，但这一传统并不可靠。
- 恩诺皮德斯认为宇宙是一个有机体，而神是这个有机体的灵魂。
- 他认为火和空气是宇宙的原始物质。

### 引用
1. ↑  Bernardino Baldi, Cronica de matematici: overo Epitome dell' istoria delle vite loro. Urbino : Angelo Antonio Monticelli, 1707 (on-line)
2. ↑  Bernardino Baldi, Versi e prose scelte di Bernardino Baldi, annotate e ordinate da Filippo Ugolini e Filippo Luigi Polidori. Firenze : Felice Le Monnier, 1859, p. 419-420 (on-line （页面存档备份，存于）)
3. ↑  Nuccio D'Anna, Il gioco cosmico. Tempo ed eternità nell'antica Grecia. Presentazione di Giovanni Casadio. Roma : Edizioni Mediterranee, 2006, p. 79, ISBN 8827218475, ISBN 9788827218471
4. ↑  Giovanni Virginio Schiaparelli, Scritti sulla storia della astronomia antica, Bologna : N. Zanichelli, 1926, Parte I, Scritti editi, Tomo II, p. 254 e sgtt

### 书籍
- István M. Bodnár, Oenopides of Chius: A survey of the modern literature with a collection of the ancient testimonia, Berlin 2007, preprint 327 of the Max Planck Institute for the History of Science, accessible at http://www.mpiwg-berlin.mpg.de/Preprints/P327.PDF （页面存档备份，存于）
- Ivor Bulmer-Thomas, 'Oenopides of Chios', in: Dictionary of Scientific Biography, Charles Coulston Gillispie, ed. (18 volumes; New York 1970-1990) volume 10 pp. 179–182.
- Kurt von Fritz, 'Oinopides', in: Paulys Realencyclopädie der Classischen Altertumswissenschaft, G. Wissowa, ed. (51 volumes; 1894-1980) volume 17 (1937) columns 2258-2272.